# 托尼·波帕迪奇
托尼·波帕迪奇（1994年11月5日—），克罗地亚男子水球运动员，场上位置是守门员。他曾代表克罗地亚参加2024年夏季奥林匹克运动会水球比赛，获得一枚银牌。